# Union nationale des professions de santé
L'union nationale des professions de santé, UNPS, est une organisation française qui regroupe des représentants d'organisations syndicales de professionnels de santé pour les professions libérales. Elle émet des propositions relatives à l'organisation du système de santé français.

## Histoire
L'UNPS est créée par la loi du 13 août 2004 relative à l’assurance maladie, en même temps que l’union nationale des caisses d'assurance maladie et l’union nationale des organismes d'assurances maladie complémentaires. Elle est composée de quarante-six représentants de diverses organisations syndicales, nommés pour cinq ans. L'Union nationale des professionnels de santé reçoit une contribution à son fonctionnement de la Caisse nationale de l'assurance maladie, de 514 000 € en 2011.
Elle met des avis sur les propositions de décisions de l'Union nationale des caisses d'assurance maladie et examine le programme annuel de concertation entre l'Union nationale des caisses d'assurance maladie et l'Union nationale des organismes d'assurance maladie complémentaire,.